# ميشيل جينر
ميشيل جينر (بالإسبانية: Michelle Jenner)‏ (من مواليد 14 سبتمبر 1986) هي ممثلة إسبانية بداياتها كانت في التلفزيون الإسباني. وقد لعبت دور البطولة في عدة أفلام.

## نشأتها
ولدت في برشلونة (إسبانيا)، والدها ميغيل أنخيل جينر هو ممثل إسباني من أصل إنجليزي، ووالدتها مارتين هوسون ممثلة وهي فرنسية الأصل. جينر درست المسرح والغناء والرقص والتمثيل في مدرسة التمثيل حتى أصبحت فنانة لامعة في الساحة الفنية الإسبانية.

## مسيرتها المهنية

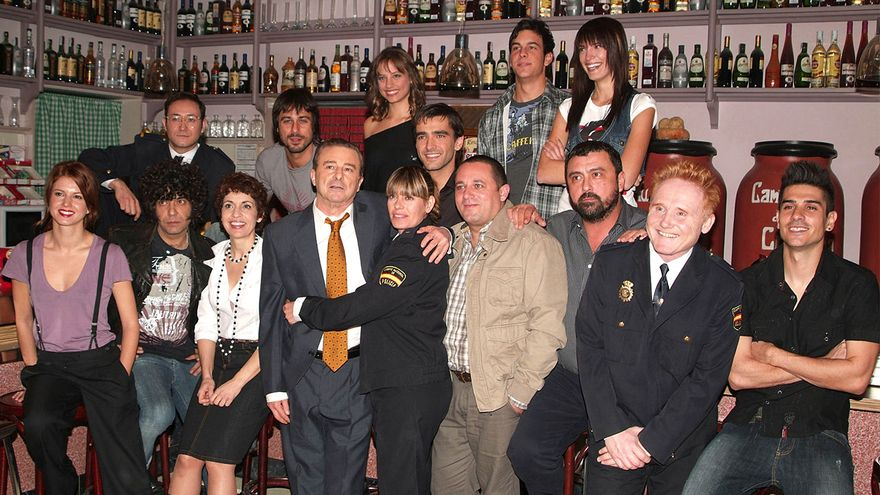
جينر مع خوان دييغو وباكو توس وبيبون نييتو و هوغو سيلفا في رجال باكو.

بدأت ميشيل جينر أول أعمالها في التلفزيون حيث لعبت دور أليسيا في المسلسل التلفزيوني قلب المدينة عام 2000، لعبت دور ناتاليا في فيلم غيوم الصيف عام 2004 من إخراج فيليبي فيغا. عملت دور سارة ميراندا في المسلسل التلفزيوني الكوميدي رجال باكو من 2005 إلى 2010. كما ظهرت الممثلة في أفلام عام 2009 بعنوان "أنتيموس وإخراج" من إخراج روبين ألونسو، وفي الفيلم الكوميدي الإسباني من إخراج خافيير رويز كالديرا. لعبت دور البطولة في فيلمين عام 2011 أولهما فيلم "لا تخف" من إخراج مونتكسو أرميناريز حيث لعبت دور سيلفيا وهي شخصية تعرضت للإيذاء من قبل والدها عندما كانت طفلة. كما لعبت دور البطولة في نفس العام في الفيلم الكوميدي للخيال العلمي خارج الأرض في دور جوليا الفتاة التي تورطت في الحب الرباعي خلال غزو أجنبي في مدريد. لعبت أيضًا دور البطولة قي شخصية الملكة إيزابيلا الأولى ملكة قشتالة في المسلسل التلفزيوني الدرامي التاريخي إيزابيل عام 2012.

## أعمالها

### السينما
| السنة | الفيلم                               | الدور   |
| ----- | ------------------------------------ | ------- |
| 2001  | Faust: la venganza está en la sangre | Jade    |
| 2004  | Nubes de verano                      | Natalia |
| 2009  | Íntimos y extraños                   | María   |
| 2009  | Spanish Movie                        | Fairy   |
| 2010  | Spanish circuit                      | Eva     |
| 2011  | Don't Be Afraid                      | Silvia  |
| 2011  | Extraterrestrial                     | Julia   |

### مسلسلات تيلفزيونية
| السنة     | المسلسل     | العنوان الاصلي                    | الدور                  | القناة التيلفزيونية |
| --------- | ----------- | --------------------------------- | ---------------------- | ------------------- |
| 2000-2001 | قلب المدينة | (بالإسبانية: El cor de la cuitat)‏ | Alícia                 | TV3                 |
| 2005-2010 | رجال باكو   | (بالإسبانية: Los hombres de Paco)‏ | Sara Miranda           | Antena 3            |
| 2010      |             | Todas las mujeres                 | Ona                    | TNT                 |
| 2012      |             | إيزابيل                           | الملكة إيزابيلا الأولى | التلفزيون الإسباني  |
| 2015      |             | وزارة الوقت                       | الملكة إيزابيلا الأولى | التلفزيون الإسباني  |

### البرامج التلفزية
| السنة     | البرنامج             | القناة التيلفزيونية |
| --------- | -------------------- | ------------------- |
| 2003      | El analista Catódico | LaSexta             |
| 2006-2007 | Bichos & cía         | LaSexta             |